# Митюхин, Алексей Николаевич
Алексей Николаевич Митюхин (род. 7 декабря 1945, с. Владимировка, Куркинский район, Тульская область) — российский военачальник, генерал-полковник (с 18 декабря 1991). Командующий войсками Северо-Кавказского военного округа (1993—1995).

## Биография
Окончил Омское танко-техническое училище, Военную академию бронетанковых войск им. Малиновского и Военную академию Генерального штаба.
С октября 1991 по июнь 1993 — первый заместитель командующего Западной группой войск.
Командующий войсками Северо-Кавказского военного округа в 1993—1995 годах. В декабре 1994 года — Командующий объединенной группировкой войск в Чеченской республике. После первых неудач Первой чеченской войны (бой у поселка Долинский) снят с должности. Заслужил противоречивые отзывы. После его отставки командовать войсками в Чечне был назначен А. В. Квашнин.
С 1995 по 2005 год — руководитель Межгосударственного координационного центра по увековечению памяти защитников Отечества при Штабе КВС СНГ.
Проживает в Москве.
Упоминается в мемуарах Г. Н. Трошева.